# Rhipidorchis
Rhipidorchis é um género botânico pertencente à família das orquídeas (Orchidaceae).